# Småvänderot
Småvänderot (Valeriana dioica) är en växtart i familjen vänderotsväxter.

## Beskrivning
Småvänderot är flerårig ört som blir upp till omkring 30 centimeter hög. Arten har krypande jordstam med utlöpare och upprätta stjälkar med äggrunda, helbräddade basalblad och parflikiga stjälkblad. Blomningstiden är maj till juni. Blommorna är rosa eller vitaktiga och sitter i täta toppställda samlingar. Då arten är en tvåbyggare, eller dioik, som har skilda han- och honplantor, består blomsamlingarna på en planta av hanblommor eller honblommor. I hanplantans fall är blomställningen fyra till fem centimeter bred och hanblommor har endast ståndare, och ingen pistill. Honplantorna har en lite mer huvudlik blomsamling, och honblommorna har endast pistill med ett stift, och inga ståndare.

## Utbredning
Småvänderotens utbredningsområde är Europa och nordvästra Turkiet.
I Sverige förekommer småvänderot i den södra delen av landet (södra Götaland), samt på Öland och Gotland. Den är ganska vanlig i Skåne, i övrigt sällsynt. Den växer i rikkärr och på fuktig, kalkrik mark, som hålls öppen och fri från högre vegetation, som betesmarker. 
Småvänderot är i Sverige rödlistad som sårbar, på grund av att minskad hävd och ökat kvävenedfall lett till ökad igenväxning av dess miljöer.